# Gerhard Löfgen
Gerhard (Camillo) Löfgen (1 juli 1961) is een Belgisch Duitstalig politicus voor de liberale PFF.

## Biografie
Löfgen behaalde in het technisch secundair onderwijs een diploma in elektriciteit en volgde daarna een sportopleiding, die hij echter niet afmaakte. In 1983 werd hij onderofficier bij de Luchtmacht van het Belgische leger en tot 1989 werd hij gestationeerd bij de pantsereenheden voor de luchtafweer in het West-Duitse Spich. Nadien kwam hij aan het hoofd te staan van het radarstation van het Epervier-vliegsysteem in Elsenborn en was hij lid van de aankoopcommissie voor onbemande luchtvaartuigen, hetgeen resulteerde in de ontwikkeling van de B-hunter, een drone die het Belgisch leger in 2004 in gebruik nam. Als piloot-navigator was Löfgen vanaf 2001 verantwoordelijk voor het uitvoeren van testvluchten met dit toestel en kwam hij in 2004 aan het hoofd te staan van een drone-eenheid van drie personen die deze toestellen mocht bedienen. In die hoedanigheid was hij betrokken bij het voorbereiden en uitvoeren van missies met de B-hunter in Bosnië en Herzegovina, de Democratische Republiek Congo en Afghanistan en het uitvoeren van burgerlijke opdrachten zoals het bijstaan van de kustwacht en het detecteren van veenbranden. Hij bleef aan de slag bij de luchtmacht tot aan het einde van zijn actieve militaire loopbaan in 2020. Daarna werkte hij tot 2024 op de pr-dienst van de luchtmacht op de vliegbasis van Florennes.
Gerhard Löfgen werd eveneens actief in het verenigingsleven in Büllingen. In 2009 werd hij voorzitter van de lokale sportraad van Büllingen en in 2017 voorzitter van de lokale voetbalploeg KFC Büllingen. Ook vertegenwoordigde hij vanaf 2019 de Duitstalige voetbalclubs bij het Voetbalcomité van de provincie Luik.
Op latere leeftijd engageerde hij zich in de politiek, bij de liberale PFF. Löfgen kwam voor het eerst op bij de Duitstalige Gemeenschapsverkiezingen van juni 2024 en kwam een maand later in het Parlement van de Duitstalige Gemeenschap als opvolger van Gregor Freches, die als minister toetrad tot de Duitstalige Gemeenschapsregering.